# Red Bull Flugtag

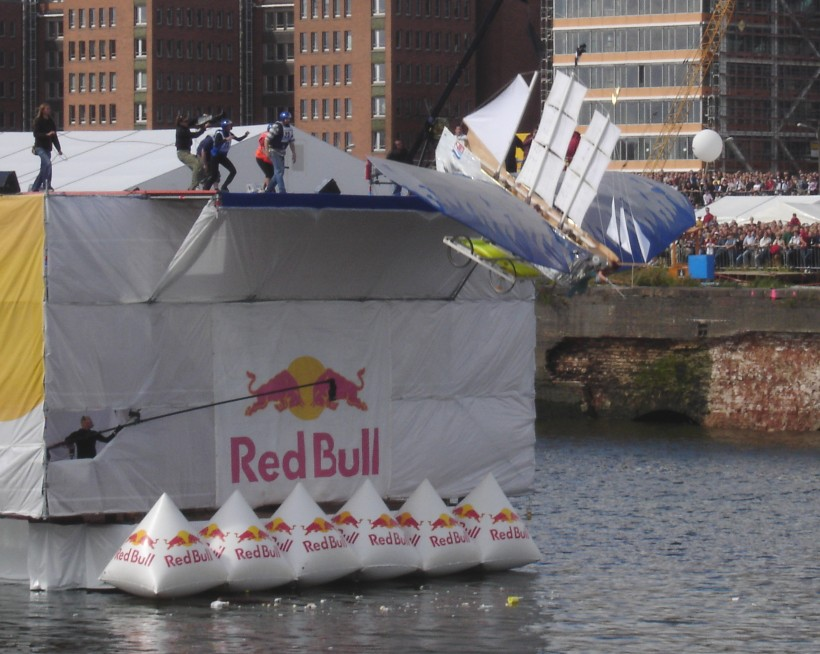
Red Bull Flugtag 2004 w Hamburgu

Red Bull Flugtag, w Polsce znany jako Konkurs Lotów Red Bull - są to zawody pokazowe sponorowane przez Red Bull polegające na "zleceniu" z 9 metrowej platformy do akwenu. Zawodnicy skaczą na konstrukcjach własnej produkcji. Pierwsze zawody Red Bull Flugtag odbyły się w 1992 roku w Wiedniu w Austrii. Do tej pory zawody te odbywały się w ponad 20 krajach.  W Polsce zostały zorganizowane trzy konkursy. Pierwszy konkurs lotów Red Bull odbył się w 1999 roku w Poznaniu, drugi  odbył się w Krakowie, a trzeci był planowany we Wrocławiu,  jednak te zawody się nie odbyły. Czwarty konkurs  mogliśmy podziwiać  1 czerwca 2008 roku już po raz drugi w Poznaniu. 